# Изабеллин

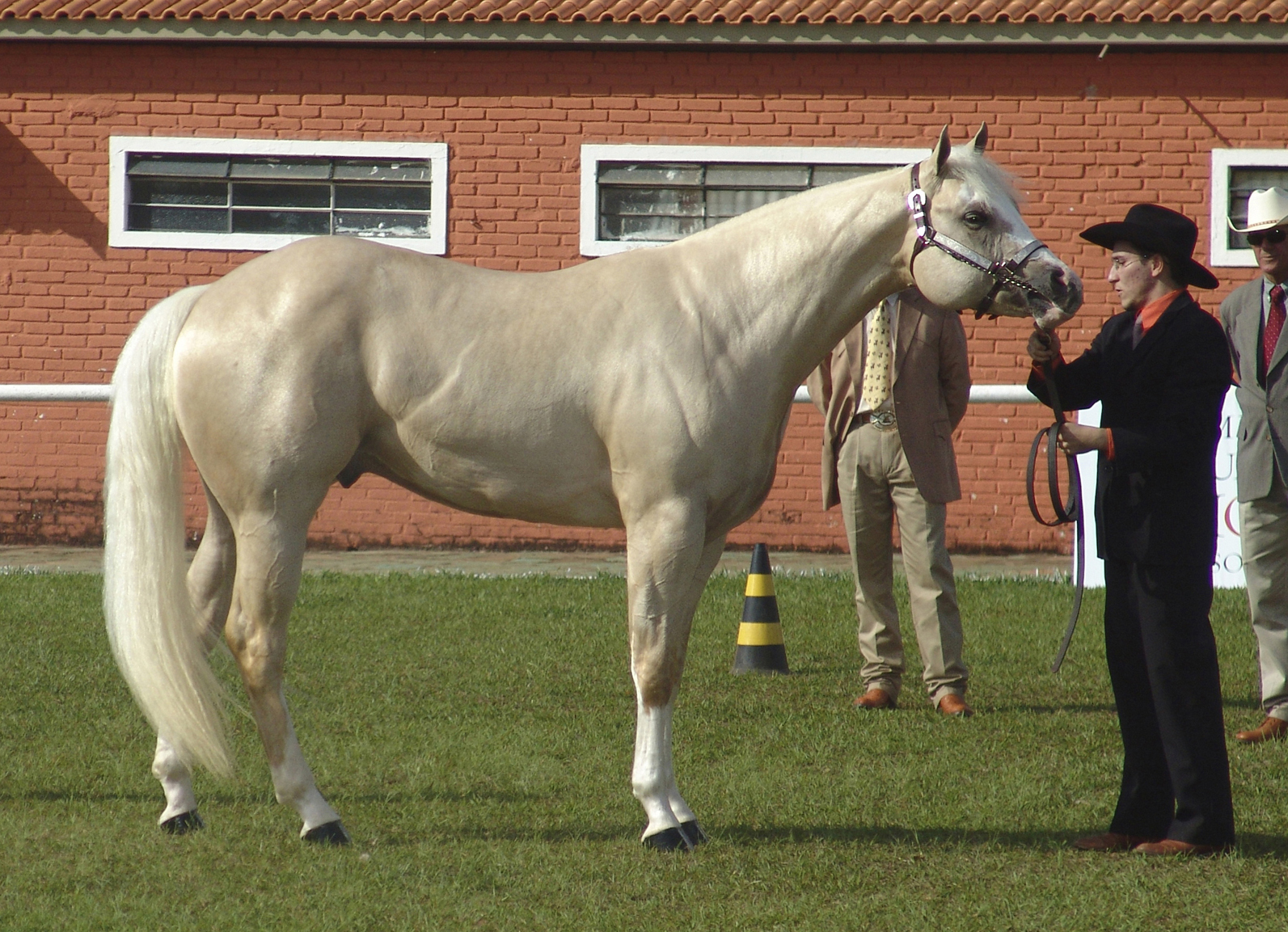
Цвет этой лошади можно назвать изабеллином

Изабеллин, также известный как изабелла — бледно-серо-жёлтый, бледно-желтовато-коричневый, бледно-кремовый коричневый или пергаментный цвет. Это название в основном употребляется при описании окраса шерсти животных или цвета оперения птиц. В Европе это слово применяется для описания масти лошадей; этот цвет также употребляют при описании цвета одежды.
Впервые это слово было зафиксировано в 1600 году как «цвет Изабеллы»; это слово позже стали заменять на «изабеллин», и оно стало широко применяться после 1859 года.

## Происхождение слова и его применение
Первое использование слова Изабелла в качестве названия цвета на английском языке было зарегистрировано в 1600 году при описании одного из платьев королевы Елизаветы I: «из сатина цвета Изабеллы… с серебряными блестками». Изабеллин как производный термин впервые использовался в журнале «Ibis» в 1859 году Генри Бейкером Тристрамом для описания общего цвета верхнего оперения у птиц из Северной Африки.
Было предложено несколько вариантов этимологии этого цвета. Согласно наиболее популярной легенде, цвет был назван по имени инфанты Изабеллы Клары Евгении Испанской. Утверждается, что когда в июле 1601 года начиналась осада Остенде, Изабелла поклялась не менять своё бельё до тех пор, пока город не будет взят. Она ожидала, что её муж, эрцгерцог Альбрехт Австрийский, одержит быструю победу. Однако осада длилась более трех лет и закончилась в сентябре 1604 года. За это время цвет белья Изабеллы изменился до грязновато-жёлтого. Тем не менее эта версия была отвергнута Оксфордским словарем английского языка, так как слово использовалось до начала осады. Другой вариант легенды отсылает к Изабелле I Кастильской и к осаде Гранады её супругом Фердинандом II Арагонским, которая началась в апреле 1491 года, а закончилась в январе 1492 года, то есть длилась восемь месяцев, за которые бельё Изабеллы изменило свой цвет.
Другие теории связывают происхождение слова с животными, близкими к цвету к изабеллину. В 1904 году несколько авторов журнала Notes and Queries(журнал), задавшись вопросом этимологии слова Isabelline, выдвинули идею, что это слово могло возникнуть, как искажение слова zibellino (блохоловка, аксессуар из шкуры соболя), цвет и популярность аксессуара. примерно в то время слово впервые вошло в употребление. Этимолог Майкл Куинион сообщил, что в некоторых источниках предполагаемым источником для наименования цвета служит арабское слово izah («лев»), а цвет следует истолковывать, как «львиный», но, как оказалось, в арабском языке такого слова нет.

## Окрас животных
Термин «изабеллиновый» встречается при описании окраски оперения различных видов птиц. Генетическое изменение пигментации, изабеллинизм, наблюдаемое у птиц является формой лейкизма, вызванной равномерным снижением производства меланина. Об изабеллинизме сообщалось у нескольких видов пингвинов.
Изабеллина и изабелла — это термины, применяемые в Европе для очень бледных лошадей паломино или кремелло, животных с окрасом шерсти, который по-разному описывается как кремовый, бледно-золотой или почти белый; это основное использование французского (isabelle) и немецкого (Isabella) версий слова. У лошадей этот цвет возникает под действием кремового гена с неполным доминантным геном разведения, производимым лошадью с золотым покрытием и темными глазами в случае гетерозиготности или лошадью светло-кремового цвета с голубыми глазами в случае гомозиготности.
Подвид гималайского бурого медведя (Ursus arctos isabellinus) был назван так по окраске и иногда упоминается просто как изабеллинный медведь.
Название цвета «изабеллиновый» также используется в Великобритании для описания палевого окраса собак породы доберман.